# Sinagoga di Saluzzo

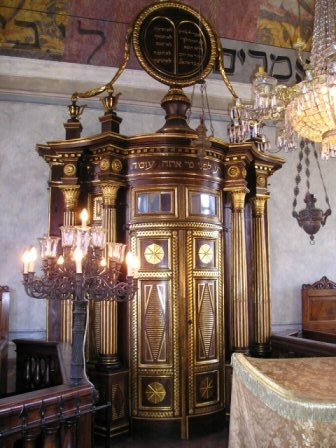
Dettaglio dell'interno della sinagoga di Saluzzo in Piemonte. Nota laròn in mezzo, con il ner tamìd appeso davanti, e una parte dellammùd avanti a destra.

La sinagoga di Saluzzo è situata nell'attuale via dei Deportati Ebrei. 

## L'edificio
La sinagoga di Saluzzo fu costruita alla fine del Settecento all'interno del ghetto e quindi ristrutturata nel 1832. Una lapide ricorda la donazione di 6000 lire di Mordechai Segre, che rese possibile il rifacimento, e il nome del rabbino officiante, "Ja'akov David, figlio di Jechiel Foà". Altre lapidi, successivamente postevi, celebrano Carlo Alberto e il decreto di emancipazione del 1848. 
Come tipico delle sinagoghe di ghetto, l'esterno è disadorno, privo di elementi distintivi. Al secondo piano dell'edificio, preceduta da un piccolo ingresso, si trova l'ampia sala rettangolare di preghiera, illuminata da otto grandi finestre (cinque si aprono sulla strada, tre sul cortile interno).
L'aron e la tevah, in legno dorato, sono settecenteschi e provengono dalla prima sinagoga. I banchi di legno scuro invece appartengono al rifacimento ottocentesco. Dal soffitto pendono lampadari di legno dorato e cristallo.  La sala poteva accogliere oltre trecento persone.
Le pareti sono spoglie. Un'iscrizione in ebraico corre in alto lungo tutto il perimetro della sala. Durante i lavori di restauro, realizzati nel 2000-2001 dalla Fondazione Cassa di Risparmio, dal Comune di Saluzzo e da altre istituzioni locali e internazionali, sono venuti alla luce sulla volta affreschi tardo-settecenteschi a tinte vivaci che rimandano a immagini del Tabernacolo e dell'Arca dell'Alleanza, affreschi di cui si era persa completamente memoria. L'Associazione per il Restauro del Patrimonio Artistico Italiano (ARPAI) considera il ciclo iconografico, completato da scritte in ebraico e da una fascia a decorazione floreale, come unico nel suo genere in Europa.
Dall'ingresso si accede con una ripida scala al matroneo, sorretto da quattro colonne lignee e chiuso da una grata di legno, e alla piccola stanzetta della scuola.
La sinagoga, non più in uso regolarmente dal 1964, è occasionalmente aperta per visite guidate.